# Groombridge 1830
Désignations
Groombridge 1830, aussi nommée l'étoile d'Argelander, est une étoile de la constellation de la Grande Ourse.
C'est une sous-naine jaune-orange de type G8 cataloguée par Stephen Groombridge dans les années 1830. Son mouvement propre élevé fut remarqué par Friedrich Wilhelm Argelander en 1842.
Elle est située à 29,9 années-lumière de la Terre, ce qui implique que sa magnitude absolue est presque égale à sa magnitude apparente. C'est une étoile du halo ; de telles étoiles ne représentent que 0,1 à 0,2 pour cent des étoiles voisines du Soleil.
Un temps suspectée d'être une étoile binaire avec une période de 175 jours, on considère actuellement qu'elle est seule.
Quand elle fut découverte, elle possédait le mouvement propre le plus important de toutes les étoiles connues, surpassant 61 Cygni sur ce point. Plus tard elle rétrograda à la seconde place après la découverte de l'étoile de Kapteyn, puis à la troisième place après la découverte de l'étoile de Barnard. Elle est cependant bien plus éloignée que ces deux étoiles, ce qui signifie que sa vitesse transverse est plus importante.
En réalité, c'est le Soleil qui suit le mouvement de rotation de la Galaxie en tournant autour du centre de la Voie lactée ; les étoiles du halo telles que Groombridge 1830 ne suivent pas la rotation galactique et donc sont « immobiles » et semblent se déplacer dans la « direction rétrograde » à grande vitesse.

### Découverte de son mouvement propre élevé
- (de) AN 19 (1842) 393/394
- (de) AN 20 (1843) 163/164
- (en) AN 20 (1843) 279/280